# Lasioglossum avalonense
Lasioglossum avalonense är en biart som först beskrevs av Cockerell 1938.  Lasioglossum avalonense ingår i släktet smalbin, och familjen vägbin. Inga underarter finns listade i Catalogue of Life.